# Joseph Constant Amédée Conrad Berthois
Pour les articles homonymes, voir Berthois.
Pour les autres membres de la famille, voir Auguste de Berthois.
Joseph Constant Amédée Conrad, chevalier Berthois (né le 31 août 1775 à Piré et mort le 18 avril 1832 à Paris), est un militaire et homme politique français des XVIIIe et XIXe siècles.

## Biographie
Joseph Constant Amédée Conrad était le fils de Pierre-François Berthois (1737-1792), sieur de La Rousselière, colonel du génie, chevalier de Saint-Louis.
Il entra dans l'arme du génie, servit le Premier Empire, et devint aide de camp de l'Empereur qui le créa chevalier le 3 juillet 1813.
Retraité comme chef de bataillon, le 30 janvier 1822, il fut sous-préfet après les journées de Juillet, et entra à la Chambre des députés le 28 octobre 1830 : il avait été le candidat du gouvernement au collège de département d'Ille-et-Vilaine.
Mais il ne tarda pas à se séparer de la majorité  ministérielle ; il vota : le 22 octobre 1831, contre l'ordre du jour Ganneron, approuvant les explications des ministres sur la situation extérieure ; contre les ordonnances du 30 novembre 1831 relatives à la nomination de 36 pairs à la fois, et protesta aussi contre la dénomination inconstitutionnelle de « sujets  » en janvier 1832.
Mort le 18 avril suivant, il fut remplacé à la Chambre par son frère cadet, le général-baron Auguste de Berthois.

## Titre
- Chevalier Berthois et de l'Empire (à la suite du décret du 22 juin 1811 le nommant membre de la Légion d'honneur, lettres patentes du 3 janvier 1813, Paris) ;

## Distinctions
- Légion d'honneur[2] :
  - Légionnaire (22 juin 1811), puis,
  - Officier de la Légion d'honneur (30 novembre 1830).

## Armoiries
| Figure | Blasonnement |
|        | Armes des Berthois de La Rousselière D'argent, au lion de gueules, couronné du même, au chef d'azur, ch. d'un croissant d'or. |
|        | Armes du chevalier Berthois et de l'Empire Parti, au premier d'argent au lion rampant de gueules, au deuxième d'azur au croissant d'or surmonté d'une étoile du même : sur le tout de gueules occupant le tiers de l'écu et chargé du signe des chevaliers légionnaires. - Livrées : les couleurs de l'écu |